# Odontadenia glauca
Odontadenia glauca är en oleanderväxtart som beskrevs av R. E. Woodson. Odontadenia glauca ingår i släktet Odontadenia och familjen oleanderväxter. Inga underarter finns listade i Catalogue of Life.